# Ampliación Tres Cruces
Ampliación Tres Cruces är en ort i Mexiko.   Den ligger i kommunen San Agustín Loxicha och delstaten Oaxaca, i den sydöstra delen av landet, 500 km sydost om huvudstaden Mexico City. Ampliación Tres Cruces ligger 1 908 meter över havet och antalet invånare är 104.
Terrängen runt Ampliación Tres Cruces är bergig västerut, men österut är den kuperad. Ampliación Tres Cruces ligger uppe på en höjd. Runt Ampliación Tres Cruces är det ganska tätbefolkat, med 83 invånare per kvadratkilometer. Närmaste större samhälle är San Agustín Loxicha, 2,4 km väster om Ampliación Tres Cruces. I omgivningarna runt Ampliación Tres Cruces växer i huvudsak städsegrön lövskog.